# Syrrhopodon tjibodensis
Syrrhopodon tjibodensis är en bladmossart som beskrevs av Fleischer 1904. Syrrhopodon tjibodensis ingår i släktet Syrrhopodon och familjen Calymperaceae. Inga underarter finns listade i Catalogue of Life.